# Paul Ruven
Paul Ruven (Den Helder, 19 augustus 1958) is een Nederlands scenarioschrijver, filmproducent, scriptdoctor, filmregisseur en regisseur van tv, muziekvideoclips en reclames. Hij is in eerste instantie bekend geworden door zijn afstudeerfilm De tranen van Maria Machita. Maar bij het grote publiek is hij bekend geworden door de regie van de film van Paul de Leeuw's alter ego's Bob en Annie de Rooij in Filmpje! uit 1995, die een Rembrandt Award ontving en bijna een miljoen bezoekers trok, ondanks de vernietigende recensies. Hij was mede-producent (met Jamel Aattache) van De Tatta's, de best bezochte Nederlandse bioscoopfilm van 2022, die bijna 700.000 bezoekers trok en het Gouden Kalf van het Publiek won. Hij was mede-producent (met Jamel Aattache) van De Tatta's 2, die meer dan 500.000 bezoekers trok.

## Carrière
Paul Ruven zou in eerste instantie Nederlands studeren aan de Universiteit Nijmegen. Daar kreeg hij les van Eric de Kuyper die hem op het spoor van film zette. Ruven startte in 1979 aan de theaterschool afdeling regie te Amsterdam waar hij in 1984 afstudeerde. Hij begon daarna met het schrijven van scenario's, theater- en televisieregie, zoals de VARA-tv-serie Antipasta. Zo schreef en regisseerde hij de theatervoorstelling Surplus. Rond deze tijd ontmoette hij ook zijn latere vrouw en compagnon Marian Batavier, die zich bij deze voorstelling nog bezighield met decorontwerp. Hij volgde een mastercourse scenario aan het UCLA in Los Angeles en maakte zijn (gedeelde) regiedebuut met de korte film Pierrot Lunaire in 1988 onder leiding van zijn oude leraar Eric de Kuyper. Het filmpje werd goed ontvangen en behaalde zelfs een prijs voor beste buitenlandse film op het filmfestival van Belfort. Daarna regisseerde en schreef hij, tijdens zijn vierjarige vervolgstudie aan de Nederlandse Filmacademie, mede het scenario van een aantal "minimal movie" speelfilms (low budget en in korte tijd geschoten) onder leiding van Pim de la Parra, die op deze manier continuïteit in de Nederlandse film wilde creëren en veel beginnend talent een kans geven op het opdoen van praktijkervaring. Zijn minimal movie  How to survive a broken heart werd geselecteerd voor het Berlijn Film Festival (1992), net als zijn latere film Paradise Framed (1994).
Hij schreef samen met regisseur Mike van Diem in 1989 het scenario voor Mike's afstudeerfilm Alaska. De film ontving in dat jaar een Gouden Kalf voor beste korte film en een Oscar voor beste studentenfilm.
In 1991 studeerde hij af aan de Nederlandse Filmacademie voor regie en scenario met de geheel gezongen De tranen van Maria Machita het acteerdebuut van Ellen ten Damme, met smartlapzanger Jacques Herb. Alle muziek voor deze film was gearrangeerd door Frank Affolter met liedteksten van onder anderen Ruven's oud-klasgenoot Frank Boeijen en Theaterschool-genoot Huub van der Lubbe. Voor deze productie won hij de Filmprijs van de Stad Utrecht, de Tuschinski Film Award en een Gouden Kalf en zorgde voor een opleving in de carrière van Jacques Herb. Ellen ten Damme werd genomineerd voor een Gouden Kalf voor beste actrice.
Hij schreef en regisseerde in deze beginjaren onder meer ook de geheel op rijm geschreven ridderfilm Ivanhood en de roadmovie En Route, dat een Gouden Kalf kreeg voor beste acteur Jack Wouterse en korte films zoals Witness met Renée Soutendijk dat genomineerd werd voor de Grolsch Filmprijs.
In 1997 en 1998 schreef hij (met Marian Batavier) en regisseerde voor de VPRO de komische serie Bed & Breakfast. Ook regisseerde Ruven de speelfilm Filmpje!, met onder anderen Paul de Leeuw en Arjan Ederveen, dat bijna een miljoen bezoekers trok en de Rembrandt won voor meest succesvolle Nederlandse film van dat jaar. Hij schreef en regisseerde in 1999 de vierdelige "wat als"-dramaserie The Screenplay Interviews voor de VPRO, in 2002 het politieke tv-drama De afrekening voor de VARA en de telefilm rond het huwelijk van Willem Alexander en Maxima Het wonder van Máxima voor omroep HUMAN; tevens bedacht en regisseerde hij 10 afleveringen van De 100% AB show voor de VPRO, waarin comedian Javier Guzman als een Nederlandse Ali G onderzoekt of "Nederlanders" zich wel aanpassen aan andere culturen in Nederland. In 2003 verzon hij het concept De Sinterklaasconference voor jonge comedians voor wie de Oudejaarsconference nog te vroeg is. Hij regisseerde de eerste in de Leidse Schouwburg voor de VARA, gespeeld door Javier Guzman, die er later nog een aantal deed. In 2004 was hij creative producer en co-auteur van het eerste seizoen van Spoorloos verdwenen, een 13-delige AVRO-politie dramaserie over vermiste personen.
Naast vele reclamefilmpjes regisseerde hij ook diverse videoclips, onder andere de eerste videoclip voor André Hazes: Eenzaam zonder jou. Twee door hem geregisseerde videoclips (een van Marco Borsato: Binnen en een van Kane: Damn Those Eyes) waren genomineerd voor een TMF Award voor beste videoclip.
Voor de Filmkrant schreef hij artikelen over zijn verblijf in Hollywood. Hij schreef een blog over Hollywood, films, scenarioschrijven en het pitchen van ideeën.
In 2007 schreef hij samen met filmmaker Marian Batavier het boek 'Het Geheim van Hollywood', met als ondertitel 'De gouden succesformule voor schrijvers, acteurs, regisseurs en andere filmliefhebbers'. In 2008 kwam de Engelse vertaling uit: 'Screenwriting for money and awards'. In 2009 schreef hij samen met Batavier het boek 'Rijk door 1 zin', met als ondertitel 'Het gouden filmidee: Hoe verzin je het & hoe verkoop je het?'. In 2012 kwam het boek uit 'De nieuwe regisseurs, 15 regisseurs over hoe je een film maakt en regisseert'.
In 2008 kwam zijn film 'Mafrika' uit in opdracht van het ministerie van Buitenlandse Zaken, een film over Afrika die jongeren een breder beeld zou geven over dit continent. De film werd bekroond met een Gouden Kalf. In 2009 regisseerde hij de musical-achtige comedy-serie "Gebak van Krul" voor de VARA. In 2010 kwam zijn film Gangsterboys uit, deze behaalde de status Gouden Film. In 2010 nam hij op Aruba de speelfilm Me & Mr Jones on Natalee Island op rond de verdwijning van Natalee Holloway en de vermeende betrokkenheid van Joran van der Sloot. Sinds 2008 is hij ook producent bij Talent United Film & Tv. Hij produceerde onder andere 20 televisiedrama's in de reeks Duivelse Dilemma's voor omroep HUMAN. Samen met Kees Vlaanderen schreef en regisseerde hij De Vluchtkerk, een sociaal drama over de laatste dag in de Amsterdamse Vluchtkerk, en Het gouden huwelijk over een vrouw (Marja Kok), die met haar demente man (Peter Faber) hun gouden huwelijk wil vieren, maar erachter komt dat hij verliefd is op een andere, eveneens demente vrouw (Marieke Heebink) in het tehuis.
Einde 2012 produceerde hij de speelfilm Het bombardement, waar hij medeverantwoordelijk was voor het scenario. De film werd bekroond met een Gouden Film en Gouden Pen en een nominatie voor een Gouden Kalf voor beste publieksfilm. Vroeg in 2013 gevolgd door het door hem geproduceerde, geregisseerde en samen met Marian Batavier geschreven Ushi Must Marry, met onder anderen Patrick Dempsey en Chris Noth. De film werd bekroond met een Gouden Film en een Gouden Pen. In 2014 volgde het door hem geproduceerde, geregisseerde en mede door hem geschreven speelfilm De Overgave en de korte documentaire Mar en Sien over de vriendschap van de Werktheateractrices Marja Kok en Shireen Strooker, die het begin van Alzheimer ondergaat. In 2020 produceerde hij de korte film Before bedtime van Guido Coppis. Deze laatste film won de beste korte film prijs op het Limburg Film Festival.
Tevens produceerde hij documentaires zoals Voetbal is oorlog van Hans Heijnen (winnaar Limburg Filmfestival, beste documentaire) en Het kruis van Tegelen eveneens van Hans Heijnen (winnaar Limburg Filmfestival, beste documentaire) en De bellers van Meral Uslu e.a.. Deze documentaire werd tijdens het Nederlands Filmfestival 2021 door de Kring van Filmjournalisten genomineerd voor de KNF-prijs. In 2023 kwam zijn documentaire De geest van Pierson NU over de impact van activisme nu en tijdens de Nijmeegse Piersonacties 40 jaar geleden. In 2024 maakte hij samen met Gerardjan Rijnders en Pieter Athmer de documentaire Hockney: I love view, een roadtrip naar de schilder David Hockney in Normandie.
In 2016 schreef hij het boek Filmervaringen uit de praktijk: Wat ik niet op filmschool leerde. In dit boek onthult hij in tientallen anekdotes hoe het achter de schermen van Nederlandse films gaat. Tevens verscheen de herdruk van het boek Het Geheim Van Hollywood, met als ondertitel De gouden succesformule voor schrijvers, acteurs, regisseurs en andere filmliefhebbers samen in 1 boek met 'Rijk door 1 zin', met als ondertitel 'Het gouden filmidee: Hoe verzin je het & hoe verkoop je het?'. In 2020 kwam het boek Documentaire uit (dat hij schreef samen met Dennis Alink), met 17 interviews met nieuwe documentairemakers en vier beslissers.
De door hem geproduceerde documentaire Robin de Puy: Ik ben het allemaal zelf van Simone de Vries werd genomineerd voor een International Emmy Award in New York.
Hij produceerde, regisseerde en schreef het scenario van een aantal geheel onafhankelijk gemaakte, experimentele speelfilms: Lovergirl, Son of Scarface, A Risky Revenge, te zien op Amazon Prime USA of Vimeo on Demand. Tevens de lange dansdocumentaire Let's dance en de documentaire Mijn beste film, die nooit gemaakt is. Hij produceerde en regisseerde een aantal geheel onafhankelijk gemaakte speelfilms: Safe! met Fiona Dourif en Jason London, en Hostage X met Jason London en Stefanie Joosten, te zien op Amazon Prima USA en uitgebracht op DVD in de USA en Japan, en op streamers in de USA, China en Japan. In 2025 nam hij in Los Angeles de speelfilm How to survive Hollywood op met in de hoofdrollen Monica Keena en Martin Copping. 
De speelfilm Mijn beste vriendin Anne Frank werd geproduceerd door Paul Ruven en Hans de Weers in samenwerking met Dutch Film Works en het Filmfonds. Het scenario naar het waargebeurde verhaal van Hannah Goslar is geschreven door Marian Batavier en Paul Ruven. De film ging op 9 september 2021 in première in 160 bioscopen in Nederland en trok zo'n 168.000 bezoekers. Op 1 februari 2022 kwam de film op Netflix, dat coproduceerde. In de eerste week was de film nummer 2 best bekeken non English Netflix film in de wereld, en stond hij een aantal dagen in meer dan 60 landen op nummer 1, waaronder Nederland. In de derde week stond hij nog in de top 10 van best bekeken niet-Engelse Netflixfilms in de wereld. Het scenario van Mijn beste vriendin Anne Frank is opgenomen in de permanente Core Collection van de The Academy of Motion Pictures Arts and Sciences.
In december 2022 kwam de speelfilm De Tatta's uit. Deze film werd geproduceerd door Paul Ruven en Jamel Aattache. Met bijna 700.000 bezoekers werd de film de best bezochte Nederlandse film van 2022. In december 2023 volgde De Tatta's 2, met meer dan 500.000 bezoekers was het de 1 na beste bezochte Nederlandse bioscoopfilm van 2023. In 2024 kwam de 6-delige serie De Tatta's de serie uit op Amazon Prime Video, ook geproduceerd samen met Jamel Aattache, met wie hij in dat jaar ook de speelfilm De Mannenmaker produceerde. In december 2025 volgt de speelfilm De Tatta's 3.

## Prijzen
Hij won vier Gouden Kalveren: voor Mafrika, De tranen van Maria Machita, Zap en De Tatta's. Hij werd vier keer voor een Gouden Kalf genomineerd: Voor beste scenario voor Enigma, voor beste korte film voor Shocking Blue, voor beste televisiedrama voor En Route, voor beste publieksfilm voor Het Bombardement. Hij is co-scenarist van Alaska, dat de Oscar won voor beste buitenlandse studentenfilm. Filmpje! won de Rembrandt voor best bezochte Nederlandse film van het jaar. 

## Filmografie
- Casta Diva (1983) - acteur[10]
- Naughty Boys (1984) - acteur[10]
- Van geluk gesproken (1987) - scenariobijdrage
- Vreemde Vogels (1988) - scenario
- De Andere Kant (1988) - scenario met Mike van Diem
- Pierrot Lunaire (1988) - regie (samen met Eric de Kuyper, Peter Delpeut, Arno Kranenborg en Eric Velthuis)
- Lost in Amsterdam (1989) - scenario (samen met Pim de la Parra)
- Max, Laura, Henk & Willie (1989) - regie (samen met Sabine van den Eynden) / scenario (samen met Sabine van den Eynden en Pim de la Parra)[10]
- Alaska (1989) - scenario (samen met Mike van Diem)
- De nacht van de wilde ezels (1990) - regie/scenario met Pim de la Parra
- Let the Music Dance (1990) - regie/scenario (onder het pseudoniem P.J. Vernu) met Pim de la Parra en Steven van Galen
- How to Survive a Broken Heart (1991) - regie/scenario (onder het pseudoniem P.J. Vernu)
- Openbaringen van een slapeloze (1991) - scenario met Pim de la Parra
- De tranen van Maria Machita (1991) - regie/scenario met Mike van Diem
- Sahara Sandwich (1991) - regie/scenario
- Testament (1991) - regie
- Two People, Analysis of a Seduction (1992) - scenario met Pim de la Parra
- Ivanhood (1992) - regie/scenario
- Fear and Desire (1992) - scenario met Pim de la Parra (onder het pseudoniem P.J. Vernu)
- Melies in Color (1992) - regie/scenario
- The Best Thing in Life (1993) - regie/scenario
- Dagboek van een zwakke yogi (1993) - scenario met Pim de la Parra
- Shocking Blue (1994) - regie/scenario
- En Route (1994) - regie/scenario
- Zap (1994) - regie/scenario
- Witness (1994) - regie/scenario
- Karaoke! (1994) - regie/scenario - 8 minuten durend zwart/wit filmpje waarin bekende Nederlanders het volkslied zingen.
- Gemengde berichten (1995) - regie/scenario
- Filmpje! (1995) - regie/scenario met Paul de Leeuw
- Paradise Framed (1995) - regie/scenario
- 44 Floors (1996) - regie/scenario
- Sur Place (1996) - regie/scenario
- Bed & Breakfast (1997/1998) - regie/scenario (12 delen) met Marian Batavier
- Enigma (1999) - regie/scenario
- The screenplay interviews (1999) - regie/scenario (4 delen)
- 100% ab (2002) - regie/scenario (10 delen)
- De afrekening (2002) - regie/scenario
- Javier Guzman: Guzman deelt uit! (2002) - regie/scenario
- Het wonder van Máxima (2003) - regie/scenario
- The Emperor's Wife (2003) - scenario
- Holland 6-5 (2003) - regie/scenario
- Hoogste tied veur de blues (2003) - regie/scenario
- Spoorloos Verdwenen (2006) - creative producer (13 delen), scenario met Tomas Ross en Marian Batavier
- Koefnoen (2008, televisieserie: 1 aflevering) - regie
- Mafrika (2008) - regie/scenario
- Gebak van Krul (2009) - regie (8 delen)
- Gangsterboys (2010) - regie/scenario/producent
- De laatste reis van meneer Van Leeuwen (2010) - scenario/producent
- Me & Mr Jones on Natalee-Island (2011) - regie/scenario/producent
- Het gouden huwelijk (2012) - regie/scenario/producent
- Man in de Crèche (2012) - regie/scenario/producent
- Het Bombardement (2012) - co-scenario/co-producent
- Addy's grote droom (2012) - regie/scenario/producent
- Ushi must marry (2013) - regie/co-scenario/co-producent
- De Vluchtkerk (2013) - regie/scenario/producent
- Robbie goes to Hollywood (2013) - regie/scenario
- Son of Scarface (2014) - regie/scenario/producent
- De overgave (2014) - regie/scenario/producent
- Mar en Sien (2015) - regie/producent met Marja Kok
- Safe (2017) - regie/producent
- Hostage X (2017) - regie/producent
- Blijf Van Mijn Kind (2018) - regie/scenario/producent
- De jacht op mijn verkrachtiger (2018) - scenario/producent
- A Risky revenge (2019) - regie/scenario/producent
- Mijn beste vriendin Anne Frank (2021) - co-producent/co-scenario
- De geest van de Pierson NU (2022) - regie - documentaire over de kraakbeweging in Nijmegen in 2022 en 1981 tijdens de Piersonrellen. (2 delen)
- De Tatta's (2022) - producent
- De Tatta's 2 (2023) - producent
- De Mannenmaker (2024) - producent
- Mijn beste film die nooit gemaakt is (2024) - regie/producent
- Hockney: I Love View (2024) - co-producent met Gerardjan Rijnders
- De Tatta's Serie (2024) (6 delen) - producent met Brabant Films en Amazon Prime
- How to survive Hollywood (2025) - regie/scenario/producent